# 't Cour
 't Cour is een nieuwbouwwijk in de buurt Vastenavondkamp in het Venlose stadsdeel Blerick, in de Nederlandse provincie Limburg. De wijk ligt tegen de wijk Smeliënkamp aan.
Vroeger werden fabrieken aan de rand van Blerick gebouwd. Maar omdat Blerick zo snelde groeide in omvang, stonden deze fabrieken al snel tussen woningen. Na de Tweede Wereldoorlog werd dan ook besloten om alle Venlose en Blerickse industrie te verplaatsen naar een nieuw gebied: industrieterrein Groot-Boller (tegenwoordig Venlo Trade Port). In Blerick kwamen diverse fabrieken leeg te staan en bleven tientallen jaren onaangeroerd. Sinds het begin van de 21e eeuw werden deze fabrieken een voor een afgebroken om plaats te maken voor nieuwbouw. Zoals de Buizenfabriek plaats moest maken voor de nieuwe wijk Het Hof van Blerick, zo moest ook de fabriek van Vossen Pigment plaatsmaken voor de wijk 't Cour.
De wijk heeft een straat, de Jan van Knippenberghof, vernoemd naar Jan van Knippenberg. Hij had een winkeltje tegenover de wijk en werd "de burgemeester van Blerick" genoemd.